# Lambello
Lambello è un termine utilizzato in araldica per indicare la figura araldica composta da un listello dal quale pendono delle gocce. Tre sono tipiche.
Il lambello, che può essere definito come una trangla scorciata con degli elementi pendenti, di forma generalmente rettangolare, è considerato la brisura più nobile, adottata dalla casa d'Orleans. La sua posizione ordinaria è nel capo, va quindi blasonato se in posizione diversa. 
Oggi, in Italia, il lambello si può trovare anche nella bandiera piemontese e negli emblemi che recano il capo d'Angiò, come lo stemma di Ancona.

## Uso in vessillologia

Di rosso, alla croce d'argento, brisato d'un lambello d'azzurro in capo
D'oro, al lambello di rosso (forma attuale)
D'oro, al lambello di rosso (forma antica)
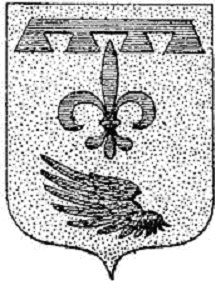
Lambello d'azzurro con quattro pendenti
Lambello di rosso di quattro gocce
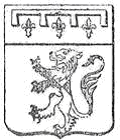
Lambello del capo d'Angiò
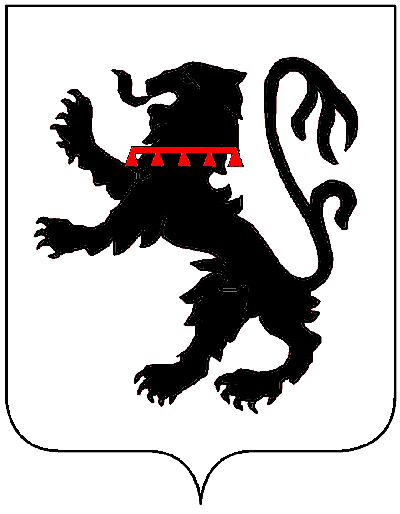
Lambello di rosso con cinque pendenti
Tau d'argento, sormontato da un lambello di rosso (Altopascio)
Lambello a quattro pendenti
Lambello a sei pendenti (Gubbio)
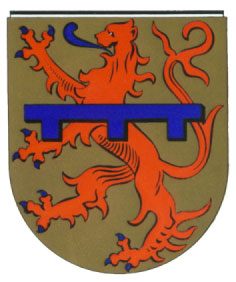
Leone accollato da un lambello (Zweibrücken, Germania)
D'argento, alla croce ancorata d'azzurro, al lambello attraversante di rosso
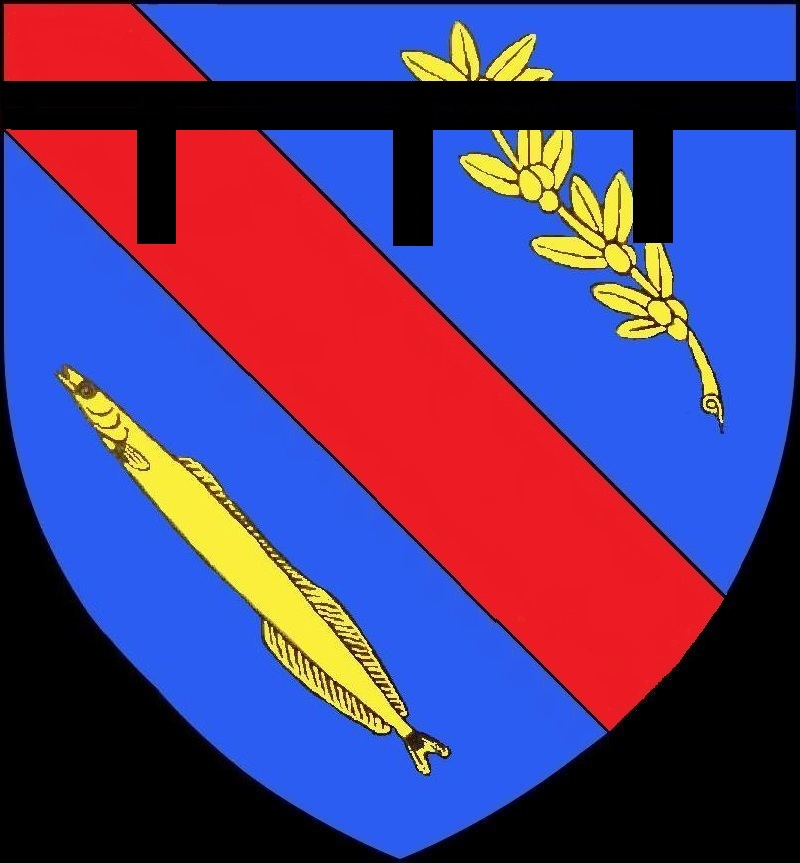
Lambello di nero a tre pendenti
Stemma di Poggibonsi.